# La Bussière (Loiret)
La Bussière is een gemeente in het Franse departement Loiret (regio Centre-Val de Loire). De plaats maakt deel uit van het arrondissement Montargis. La Bussière telde op 1 januari 2022 761 inwoners.

## Geografie
De oppervlakte van La Bussière bedroeg op 1 januari 2022 35,23 vierkante kilometer; de bevolkingsdichtheid was toen 21,6 inwoners per km².

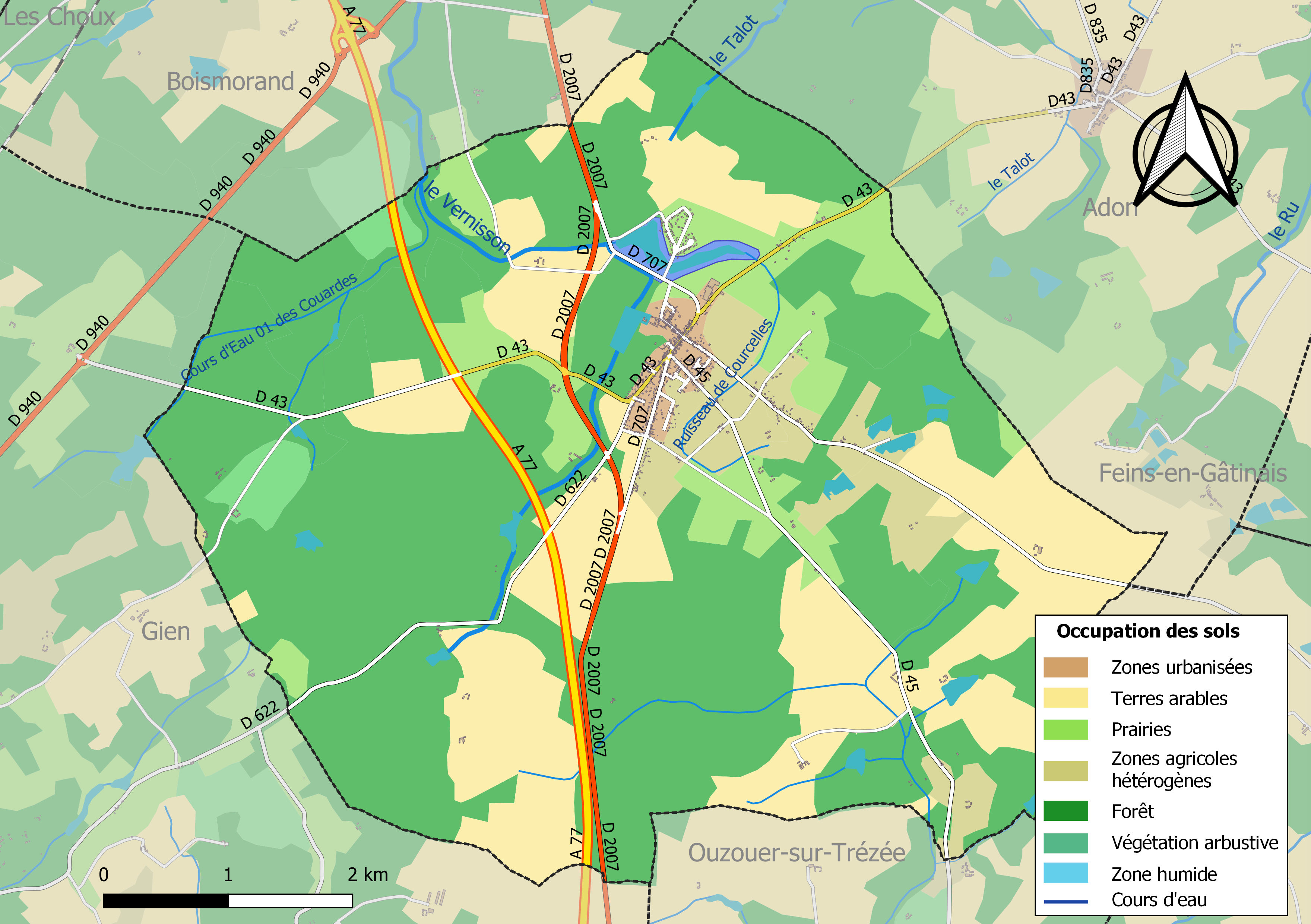
Kaart van de gemeente met de belangrijkste infrastructuur, bodemgebruik en omliggende gemeenten

## Demografie
Onderstaande figuur toont het verloop van het inwonertal (bron: INSEE-tellingen).

## Afbeeldingen

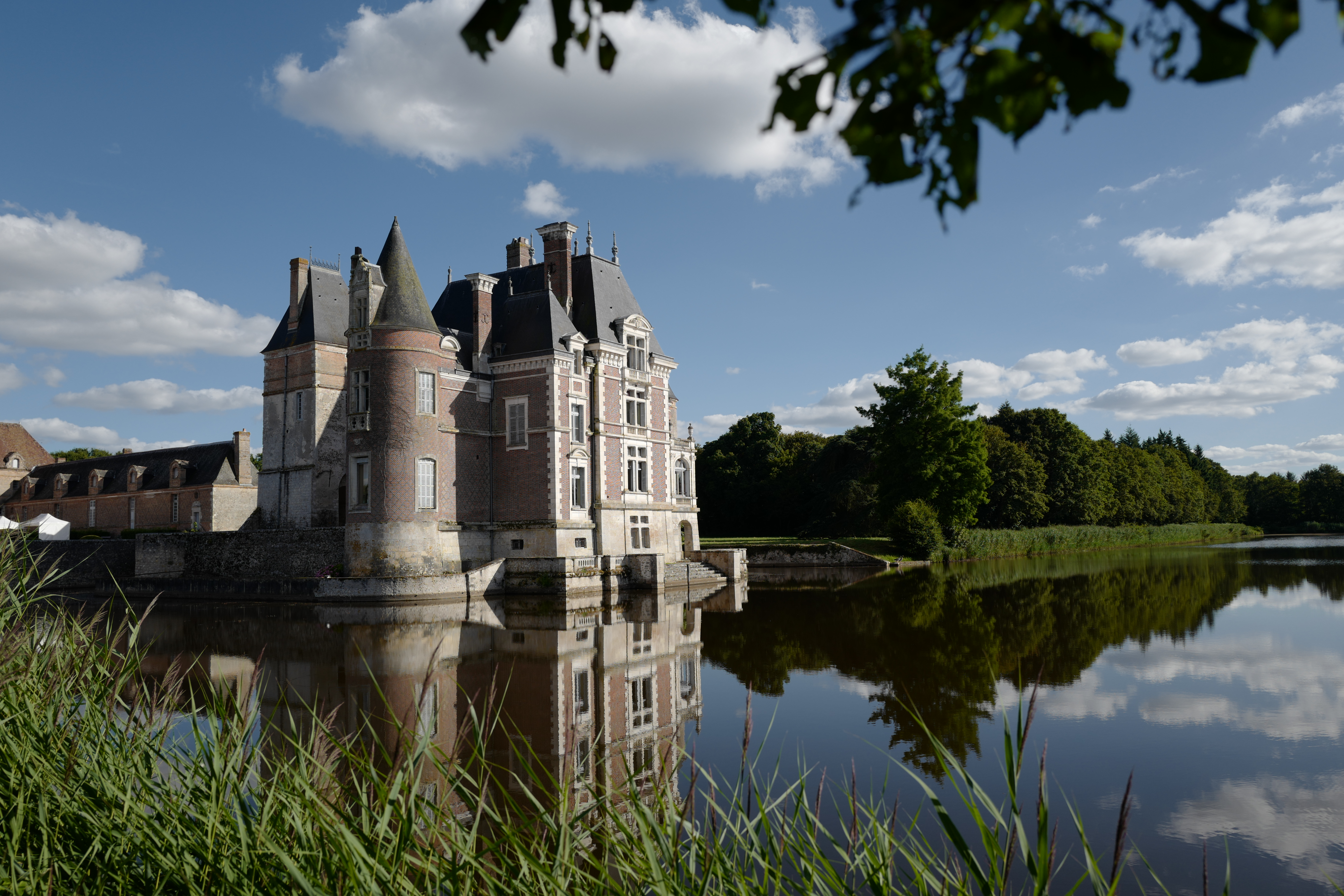
Château de La Bussière
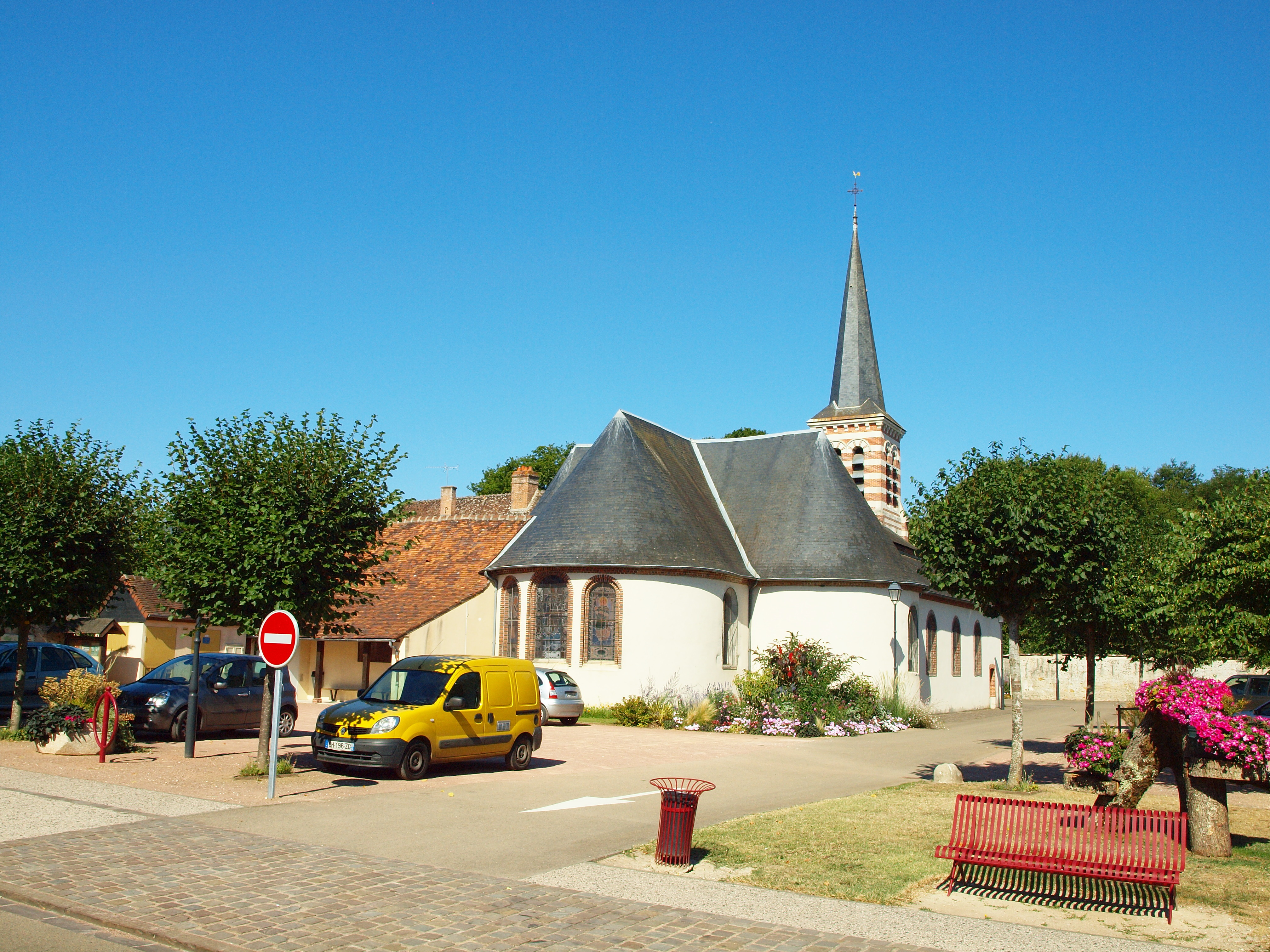
Église Notre-Dame
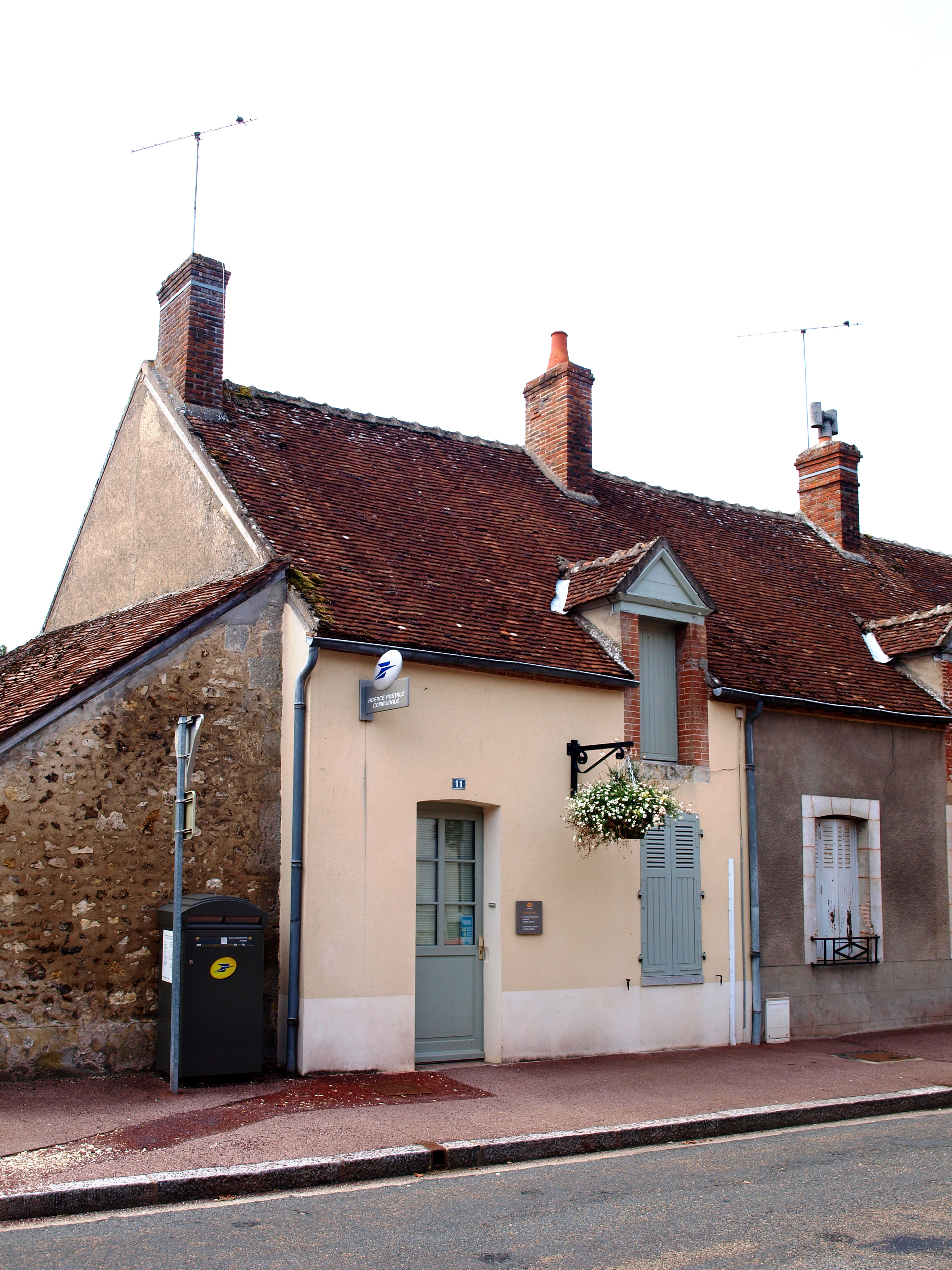
Postkantoor